# Choral-Schola der Wiener Hofburgkapelle
Unter dem Namen „Chorus Viennensis (Männerchor ehemaliger Wiener Sängerknaben) / Choralschola der Wiener Hofburgkapelle“ haben sich ehemalige Wiener Sängerknaben zu einem Verein formiert, um einerseits gemeinsam mit den aktiven Wiener Sängerknaben, andererseits als eigenständiger Klangkörper für Männerchorliteratur in Erscheinung zu treten. Normalerweise singt das Ensemble unter dem Namen Chorus Viennensis; für Aufgabengebiete in Zusammenhang mit der Wiener Hofmusikkapelle wird der Künstlername Choralschola der Wiener Hofburgkapelle verwendet.

## Entstehung
Die Choralschola der Wiener Hofburgkapelle wurde 1952 gegründet und setzt sich ausschließlich aus ehemaligen Wiener Sängerknaben zusammen. Die Initiative zur Gründung einer Choralschola für die Hofburgkapelle ging von Rektor Josef Schnitt (1885–1955) aus. Seit Bestehen der Schola singt das Männerensemble beim lateinischen Hochamt den Gregorianischen Choral  in der Wiener Hofburgkapelle, seit 1994 ist die Choralschola Ensemblemitglied der Wiener Hofmusikkapelle. Durch die kontinuierliche Erfahrung mit Gregorianik – stets auf der Suche nach einer zeitgemäß ansprechenden Interpretation auf der Basis von wissenschaftlichen Erkenntnissen – hat sich die Choralschola der Wiener Hofburgkapelle zu einem international anerkannten Vokalensemble entwickelt. Die fortdauernde Weiterentwicklung hat dazu geführt, dass immer häufiger auch Auftritte außerhalb der Wiener Hofburgkapelle zustande gekommen sind. Eine 6-teilige CD-Reihe – produziert 1991–1997 mit Philips Classics unter der Leitung von Pater Hubert Dopf SJ – gibt einen Einblick in den reichen Schatz dieser höchst entfalteten Kunst der einstimmigen Musik anhand ausgesuchter Gesänge, die dem liturgischen Kalender folgen. In vielen Konzerten respektive auf Einladung renommierter Festivals in Europa konnte – in Kombination mit einem Soloinstrument oder Rezitation – die meditative Wirkung des Gregorianischen Gesangs dem Publikum erfolgreich vermittelt werden.
Seit 2012 liegt die künstlerische Leitung der Choralschola in Händen des Kirchenmusikers Daniel Mair, der sich an der Universität für Musik und darstellende Kunst Wien (bei Josef Kohlhäufl) und an der Kunstuniversität Graz (bei Franz Karl Praßl) im Rahmen von Magisterstudien umfangreich mit Gregorianik befasst hat.
Die Choralschola der Wiener Hofburgkapelle umfasst heute rund 25 Sänger, von denen jeden Sonntag zwölf Herren beim Hochamt den Gregorianischen Choral des Propriums singen. Ziel ist es, anstatt einer hochprofessionellen Solistengruppe eine Schola aus musikalisch geschulten Sängern mit praktischer Erfahrung in der Gregorianik heranzubilden.

## Alte (mehrstimmige) Musik gemeinsam mit den Wiener Sängerknaben
Seit 2002 widmet sich die Choralschola der Wiener Hofburgkapelle – neben dem Gregorianischen Gesang – ergänzt durch Knabenstimmen (aktive Wiener Sängerknaben) und in Zusammenarbeit mit René Clemencic auch intensiv der Musik der Gründungszeit der Maximilianischen Hofkapelle des späten 15. Jahrhunderts (Musik von Heinrich Isaak, Josquin Desprez, und anderen). Die Besetzung orientiert sich an der ursprünglichen Aufführungspraxis mit Knaben im Superius und Männerstimmen in den Unterstimmen (Altus, Tenor, Baryton und Bassus). Aus diesem Grund wird im Gegensatz zu den vielen Solisten-Ensembles, die sich dieser Musik widmen, auch in chorischer Kleinbesetzung musiziert. Die Besonderheit dieser Arbeit liegt in der ausschließlichen Anwendung der originalen weißen Mensuralnotation.

## Chorus Viennensis
Darüber hinaus konnte die Choralschola in erweiterter Besetzung als Männerchor ehemaliger Wiener Sängerknaben unter dem Namen Chorus Viennensis seit den 1950er-Jahren in allen Richtungen der Männerchorliteratur Erfahrungen sammeln und Erfolge feiern. Gemeinsam mit den Wiener Sängerknaben wird in dieser Formation in Konzerten und CD-Produktionen auch jegliche Form gemischtchöriger Chorliteratur gepflegt.